# Cantón de Fontoy
El cantón de Fontoy era una división administrativa francesa, que estaba situada en el departamento de Mosela y la región de Lorena.

## Composición
El cantón estaba formado por doce comunas:
- Angevillers
- Audun-le-Tiche
- Aumetz
- Boulange
- Fontoy
- Havange
- Lommerange
- Ottange
- Rédange
- Rochonvillers
- Russange
- Tressange

## Supresión del cantón de Fontoy
En aplicación del Decreto n.º 2014-183 de 18 de febrero de 2014, el cantón de Fontoy fue suprimido el 22 de marzo de 2015 y sus 12 comunas pasaron a formar parte del nuevo cantón de Algrange.